# Cmentarz wojenny nr 399 – Prusy
Cmentarz wojenny nr 399 – Prusy – austriacki cmentarz wojenny z okresu I wojny światowej wybudowany przez Oddział Grobów Wojennych C. i K. Komendantury Wojskowej w Krakowie i znajdujący się na terenie jego okręgu XI Twierdza Kraków.
Leży po prawej stronie drogi wojewódzkiej nr 776 Kraków – Busko-Zdrój, w miejscowości Prusy, kilkadziesiąt metrów od granicy miasta Krakowa.
Cmentarz powstał na terenie dawnej stacji kolejowej.
Jest to grób jednego nieznanego austriackiego żołnierza. Brak danych o dacie śmierci i o jednostce w której służył.
Projektował prawdopodobnie Hans Mayr.